# Bastian Riedel
Bastian Riedel (* 26. April 1984) ist ein deutscher Handballspieler.
Der 2,10 m große Riedel spielte bis zum Ende der Saison 2004/2005 13 Jahre bei der HSG Nordhorn, bei der er auf 12 Bundesligaeinsätze kam. 2005 wechselte er zum TSV Hannover-Anderten, mit dem er 2007 in die 2. Handball-Bundesliga Staffel Nord aufstieg.
2018 wurde Riedel Europameister der Polizei-Nationalmannschaften.
Er ist als Inhaber der Trainer B-Lizenz und war in Hannover zeitweise Trainer einer Jugendmannschaft. Seit der Saison 2021/22 ist er Spielertrainer der 2. Mannschaft der HSG Nordhorn-Lingen.

## Sonstiges
Der Rückraumspieler ist Sportmanagement-Student an einer Fernhochschule. Zudem ist er Polizeibeamter.